# Nicolai Cleve Broch
Nicolai Cleve Broch (ur. 14 listopada 1975 w Oslo) – norweski aktor filmowy i teatralny.
Ma młodszą siostrę aktorkę Idę Elise (ur. 1987) i brata architekta Christiana Cleve. W 1999 roku ukończył Norweską Akademię Teatralną (norw. Statens teaterhøgskole). Od jesieni 2005 roku gra w Teatrze Narodowym, wcześniej związany był z Oslo Nye Teater i Teatrem Norweskim.
W grudniu 2004 ożenił się z aktorką Heidi Gjermundsen. Mają dwóch synów: Jacoba (ur. 23 lutego 2004) i Jurgena (ur. 5 sierpnia 2006).

## Filmografia
- 2003 Kumple jako Kristoffer
- 2004 Uno jako Morten
- 2004 Mój brat niedźwiedź jako Kenai (norweski dubbing)
- 2006 Uro jako Hans Petter
- 2008 Max Manus jako Gregers Gram
- 2008 Lønsj jako Marius
- 2010 Essential Killing jako pilot helikoptera
- 2013 Gåten Ragnarok jako Allan
- 2014 Operasjon Arktis jako ojciec

## Wybrane sztuki teatralne
- Pippi Pończoszanka (Pippi Langstrømpe)
- Kto się boi Virginii Woolf? (Hvem er redd for Virginia Woolf)
- Måken
- Ivanov
- Miłość Fedry (Fedras kjærleik)